# Дворец Аппоньи
Дворец Аппоньи (словац. Aponiho palác) — дворец в стиле рококо в районе Старого города Братиславы, часть Старой ратуши. Национальный памятник культуры Республики Словакия. 

## История
Дворец был построен в 1761-1762 годах графом Юраем Аппоньи . В 1867 году дворец был куплен городом для нужд городского совета и стал частью комплекса зданий Старой Ратуши. С тех пор принадлежит городской администрации. За время существования здание несколько раз подвергалось существенным перестройкам и реконструкциям. В последний раз капитальная реконструкция и реставрация были проведены в 2006 году, поскольку здание срочно требовало ремонта. 27 апреля 2008 года дворец был вновь открыт для публики после двухлетней реконструкции в рамках мероприятия «Братислава для всех». В настоящее время во дворце размещены Музей виноградарства и Музей исторических интерьеров, являющиеся частью Музея города Братиславы.